# ملعب ألفاريز كلارو البلدي
ملعب ألفاريز كلارو هو ملعب نادي مليلية بمدينة مليلية بإسبانيا .

## تاريخ
تم افتتاحه في 29 سبتمبر 1945 من قبل رافائيل ألفاريز كلارو ، عمدة مليلية ، المحامي في المحكمة العامة ، رئيس اتحاد مليلية الرياضي في موسم 1947-1948 والرئيس الفخري لاحقًا، والذي صعد معه الفريق إلى الدرجة الثانية. في موسم 1949-50. 

## وصف
لديها القدرة على 10 000 متفرج. أبعادها 106 م × 65 م. 

## الفرق الهامة التي مرت على الملعب
- أتلتيكو مدريد : زار الملعب عام 1945 بمناسبة افتتاحه، وكانت المباراة ضد نادي مليلية .
- نادي أتلتيك : زار أتلتيك مدينة مليلية عام 1999 لمواجهة مليلية في كأس الملك، حيث انتهت مباراة الذهاب 2-2 ومباراة الإياب في سان ماميس 3-2.
- الفريق الإسباني لكرة القدم تحت 21 سنة : زار فريق تحت 21 سنة الذي يدربه لويس ميلا الملعب في 10 نوفمبر 2011، وكانت المباراة ضد الفريق الإستوني لكرة القدم تحت 21 سنة . انتهت المباراة بفوز الفريق بنتيجة 6-0 (3 لرودريغو، إيسكو، فازكيز وسارابيا). وصل المنتخب الوطني إلى مليلية برفقة لاعبين مهمين للغاية مثل ديفيد دي خيا وتياجو ألكانتارا وإيسكو وبابلو سارابيا وإيكر مونياين ...
- ليفانتي : زار الملعب في 1 نوفمبر 2012 لمواجهة مليلية في كأس الملك . وانتهت المباراة بنتيجة 1-0 لصالح مليلية ، وكانت مفاجأة فريق القسم الثاني الإسباني (ب) في دور الـ 32 من كأس الملك .
- نادي ريال مدريد : زار ملعب مليلية لخوض مباراة الذهاب من دور الـ 32 من كأس الملك (موسم 2018-19)، حيث فاز الفريق المدريدي بنتيجة 0-4.
- أتلتيكو تشومبرا: لعب كأس "إيلينا نيتو ديل بوسكي" القديم

## أحداث مهمة
- كأس الملكة لكرة القدم 2015 : في مايو 2015، تم لعب الدور نصف النهائي من أتلتيكو مدريد فيميناس - سبورتينغ كلوب دي هويلفا و إف سي برشلونة فيمينينو - فالنسيا فيميناس كلوب دي فوتبول . أقيمت المباراة النهائية في 17 مايو وكانت النتيجة النهائية هي فوز سبورتنج كلوب دي هويلفا 2-1 فالنسيا فيميناس كلوب دي فوتبول . في ذلك اليوم تمكن فريق هويلفا من إضافة كأس كوبا دي لا رينا دي فوتبول إلى رقمه القياسي لأول مرة في تاريخه.